# 5. Großherzoglich Hessisches Infanterie-Regiment Nr. 168

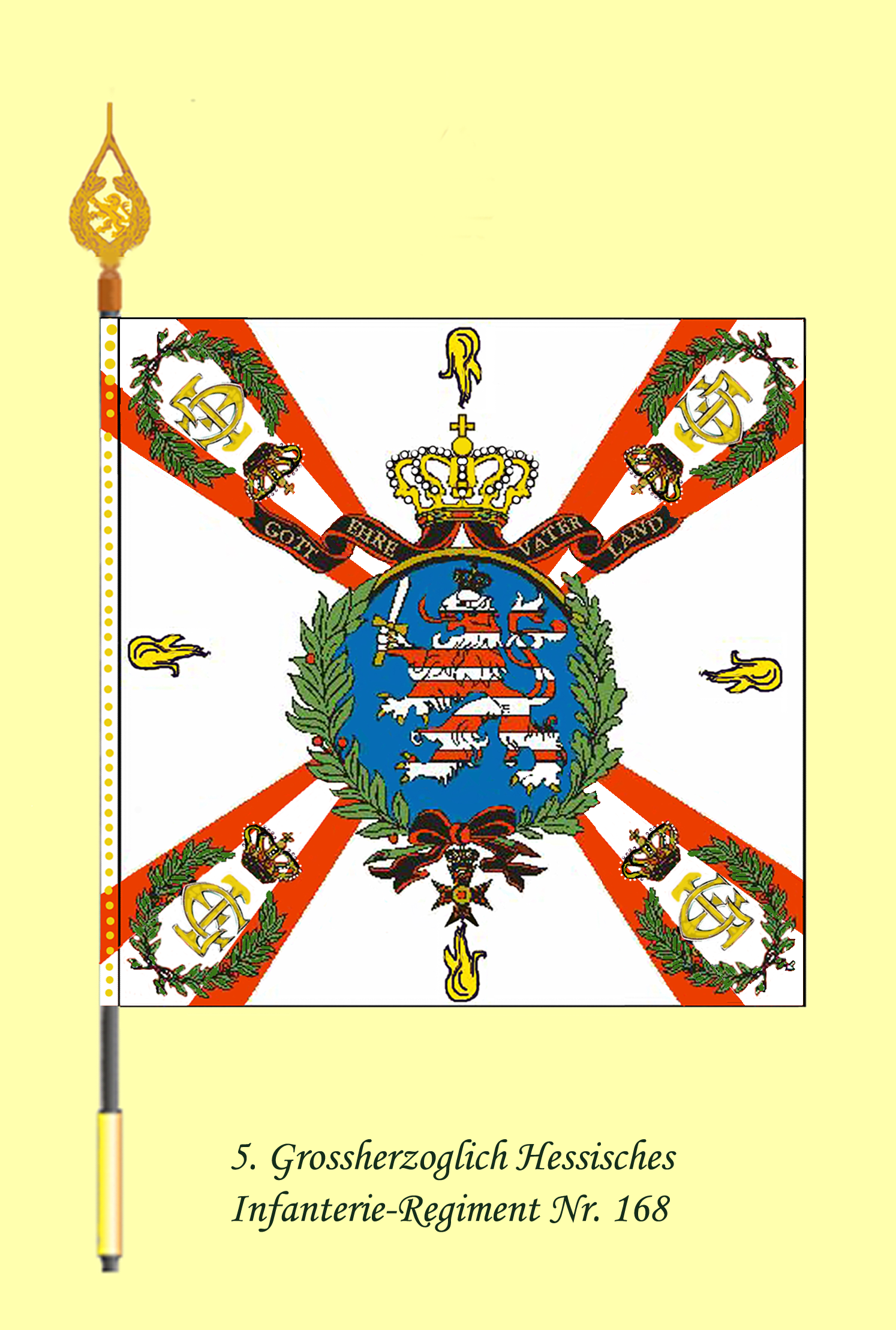
Eine der Fahnen des Regiments

Das 5. Großherzoglich Hessische Infanterie-Regiment Nr. 168 war ein Infanterieverband des hessischen Streitkräftekontingents, das im Deutschen Kaiserreich der Preußischen Armee unterstellt war.

## Geschichte
Der Verband wurde mit AKO vom 31. März 1897 am 1. Mai 1897 aus den IV. Bataillonen der Infanterie-Regimenter Nr. 115 und 116, dem I. Bataillon des Infanterie-Regiments Nr. 117 und dem II. Bataillon des Infanterie-Regiments Nr. 118 aufgestellt. Unterstellt war das Regiment der 49. Infanterie-Brigade (1. Großherzoglich Hessische) der Großherzoglich Hessischen (25.) Division.
Der Regimentsstab und das II. Bataillon waren in der Infanterie-Kaserne in der Bieberer Straße in Offenbach am Main und das I. Bataillon in der Schloss-Kaserne in Butzbach stationiert.

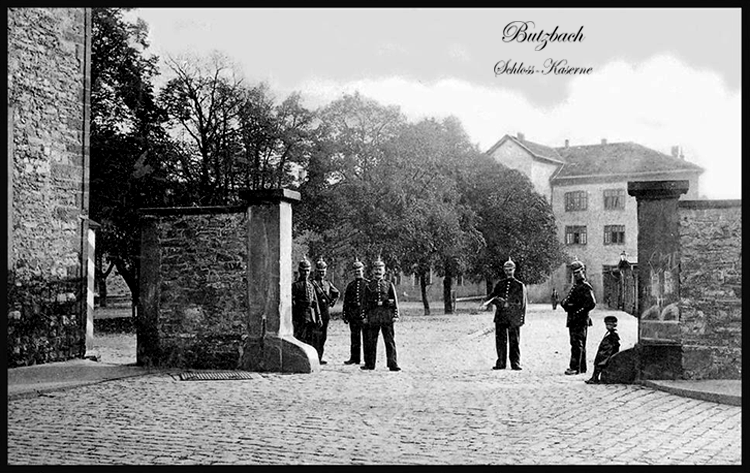
Angehörige des I. Bataillons vor dem Kasernentor der Schloss-Kaserne (etwa 1910)

Zum 1. Oktober 1912 erhielt das Regiment eine MG-Kompanie und im Jahr darauf wurde der Verband um ein III. Bataillon erweitert, das in der Wartturm-Kaserne in Friedberg stationiert wurde.

### Erster Weltkrieg
Der Verband machte zu Beginn des Ersten Weltkriegs am 2. August 1914 mobil und wurde der 50. Reserve-Infanterie-Brigade der 25. Reserve-Division unterstellt. Nach der Verabschiedung durch Großherzog Ernst Ludwig marschierte das Regiment am 8. August aus. Es nahm ab 21. August 1914 am Vormarsch durch das neutrale Großherzogtum Luxemburg sowie in der Folge an den Schlachten bei Neufchâteau und an der Marne teil. Daran schlossen sich Stellungskämpfe u. a. in der Champagne und in Flandern an, bis das Regiment schließlich am 29. November 1914 nach Polen an die Ostfront verlegt wurde. Von Ende März 1915 an war es in den Karpathen im Einsatz, kämpfte dann in Galizien und vor Brest-Litowsk, bevor das Regiment Ende September 1915 nach Südungarn kam. Mitte Dezember 1915 kehrte der Verband an die Westfront zurück und bezog Quartiere um Sedan. Es lag dann im Stellungskrieg in den Argonnen und trat im Juli 1916 in die Kämpfe um Verdun ein. Mitte Oktober musste das Regiment die 6. Kompanie an das neuzubildende Reserve-Infanterie-Regiment Nr. 88 abgeben. Anfang November 1916 aus der Front gezogen, bezog es ab Mitte des Monats südlich von St. Souplet in der Champagne relativ ruhige Stellungen. Hier wurde der Verband am 11. Dezember 1916 um eine 2. und 3. MG-Kompanie erweitert. Ende Januar 1917 kam das Regiment wieder vor Verdun zum Einsatz. Im August 1917 erlitt es in den dortigen Kämpfen schwere Verluste, wurde aus der Front gezogen und am 27. August nach Saarburg abtransportiert. Nach einer Ruhezeit bezog das Regiment von Anfang November 1916 bis Mitte April 1918 Stellungen in der Champagne. Im Anschluss daran kam es bei Montdidier, Roye und Saint-Quentin zum Einsatz. Hier wurden am 27. September 1918 Teile vom III. Bataillon des aufgelösten Infanterie-Regiments 418 in den Verband eingegliedert. Außerdem erhielt das Regiment am 12. Oktober 1918 eine MW-Kompanie.
Kurz darauf wurde das Regiment infolge der Auflösung der 25. Reserve-Division der 41. Reserve-Infanterie-Brigade der 21. Reserve-Division unterstellt und befand sich bis Kriegsende in permanenten Abwehr- und Rückzugskämpfen. Zuletzt formierte sich das Regiment noch zu zwei Bataillonen.
Für die Dauer des Krieges hatte das Regiment zwei Ersatz-Truppenteile. Das I. Ersatz-Bataillon befand sich in Offenbach am Main und das II. in Bad Orb.

### Verbleib
Nach dem Waffenstillstand erfolgte der Rückmarsch in die Heimat, wo das Regiment ab 18. Dezember 1918 in Butzbach demobilisiert und am 1. April 1919 aufgelöst wurde. Im Januar 1919 bildete sich aus Teilen ein Freiwilligen-Bataillon mit MG-Kompanie und MW-Zug, das dann im Juni 1919 in das III. Bataillon des Reichswehr-Schützen-Regiments 35 der Vorläufigen Reichswehr aufging.
Die Tradition übernahm in der Reichswehr durch Erlass des Chefs der Heeresleitung General der Infanterie Hans von Seeckt vom 24. August 1921 die 10. und 11. Kompanie des 15. Infanterie-Regiments. In der Wehrmacht führte das Infanterie-Regiment 36 in Friedberg die Tradition fort.

## Kommandeure

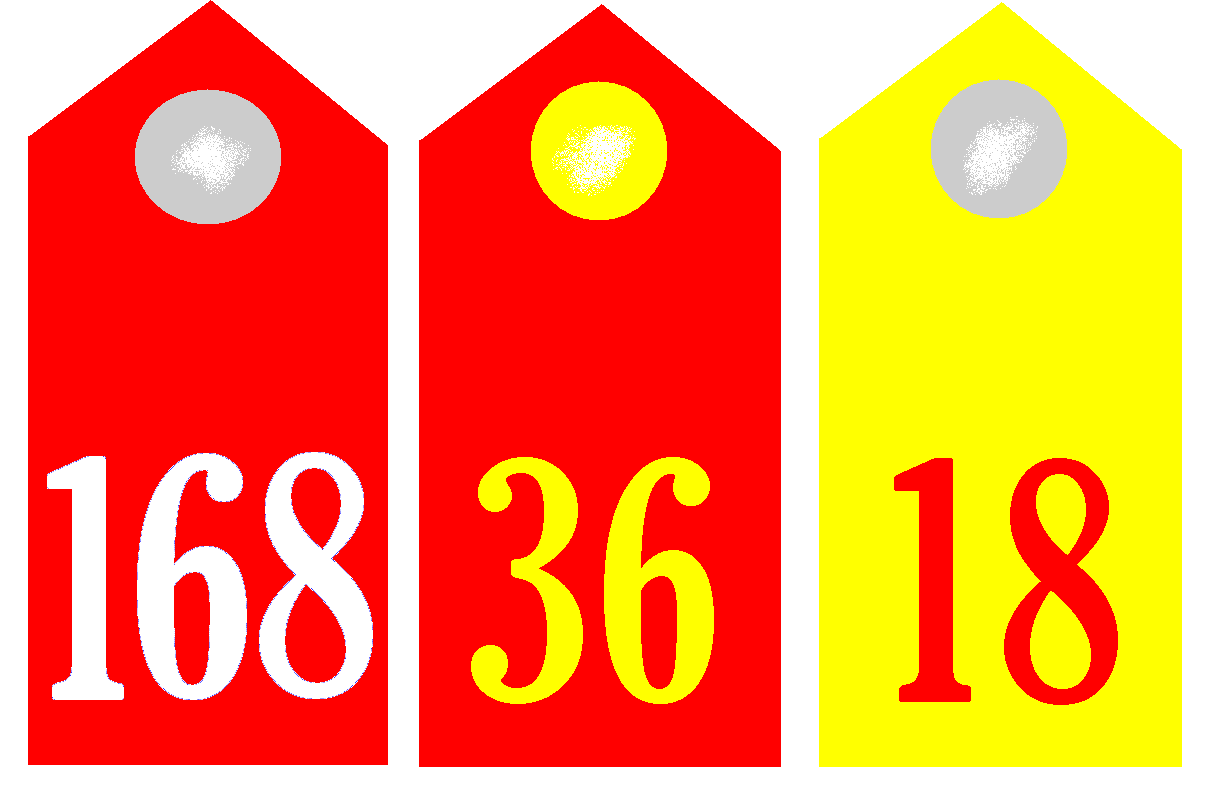
Links die Schulterklappen des Regiments mit abweichender Farbgebung. In der Mitte die übliche Farbenanordnung bei roter Schulterklappe

| Dienstgrad     | Name                   | Datum                                 |
| -------------- | ---------------------- | ------------------------------------- |
| Oberst         | Hermann von Hanneken   | 1. April 1897 bis 2. Juli 1899        |
| Oberst         | Franz Wundsch          | 3. Juli 1899 bis 23. April 1902       |
| Oberst         | Walter von Jablonowski | 24. April 1902 bis 19. August 1904    |
| Oberst         | Richard Ochwaldt       | 20. August 1904 bis 14. Oktober 1906  |
| Oberst         | Johannes Riedel        | 15. Oktober 1906 bis 3. Juli 1910     |
| Oberst         | Karl Neuhauß           | 4. Juli 1910 bis 30. September 1913   |
| Oberst         | Esch                   | 1. Oktober 1913 bis 3. Juli 1914      |
| Oberst         | Friedrich Kundt        | 4. Juli bis 5. Oktober 1914           |
| Oberstleutnant | Maximilian von Pfeil   | 6. Oktober 1914 bis 29. Dezember 1916 |
| Oberstleutnant | Karl-Hermann Lockemann | 30. Dezember 1916 bis 1917            |
|                | Witt                   | 1917                                  |
| Oberst         | Bernhard Fabarius      | 1917 bis 1919                         |
| Oberst         | Paul von Zglinicki     | 1919                                  |

## Besonderheit
Das Regiment war das einzige im deutschen Heer, das auf roten Schulterklappen weiße Nummern trug. Sonst wurden stets gelbe Nummern verwendet.

## Kasernen

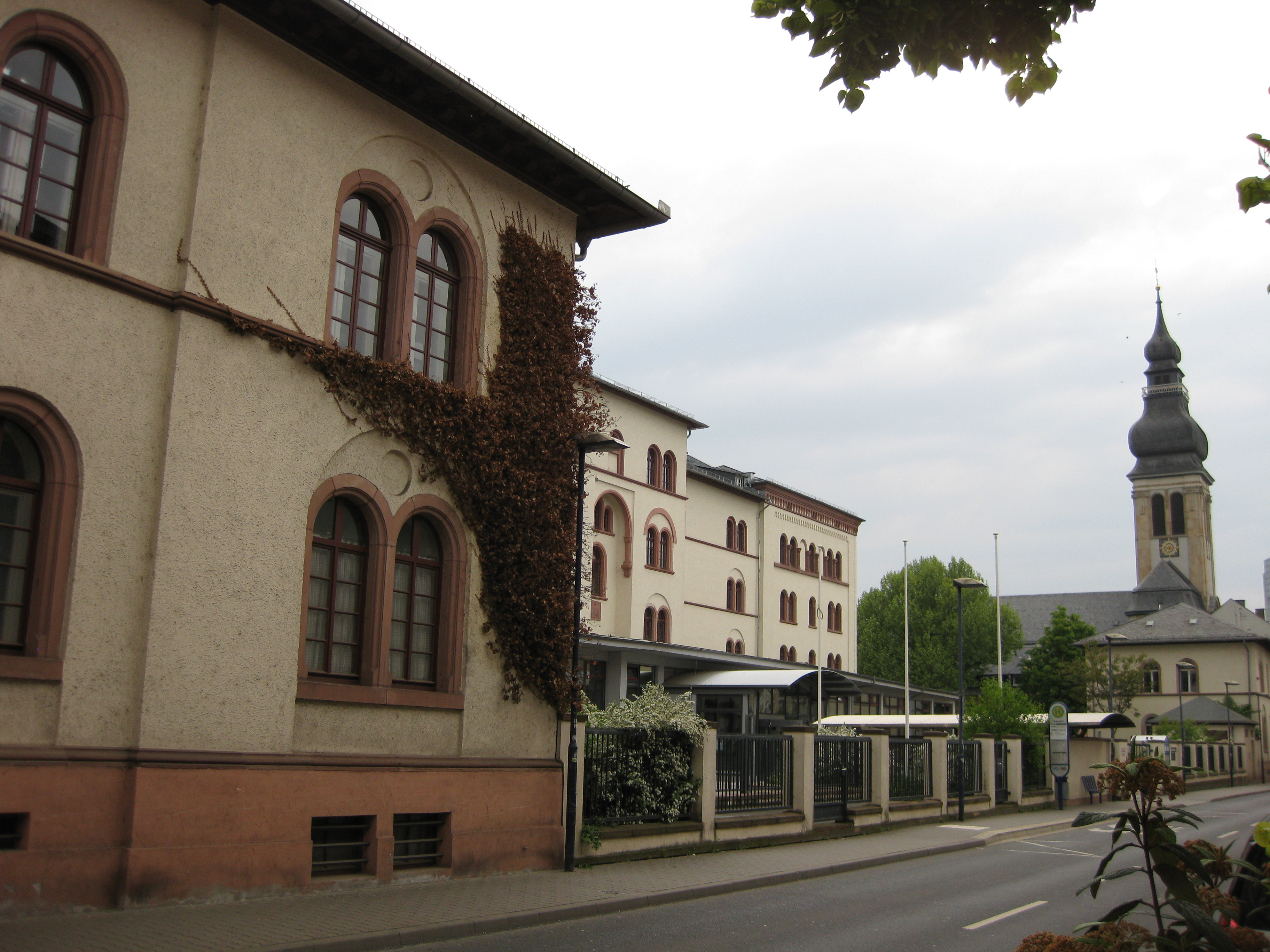
Ehemalige Infanterie-Kaserne in der Bieberer Straße in Offenbach
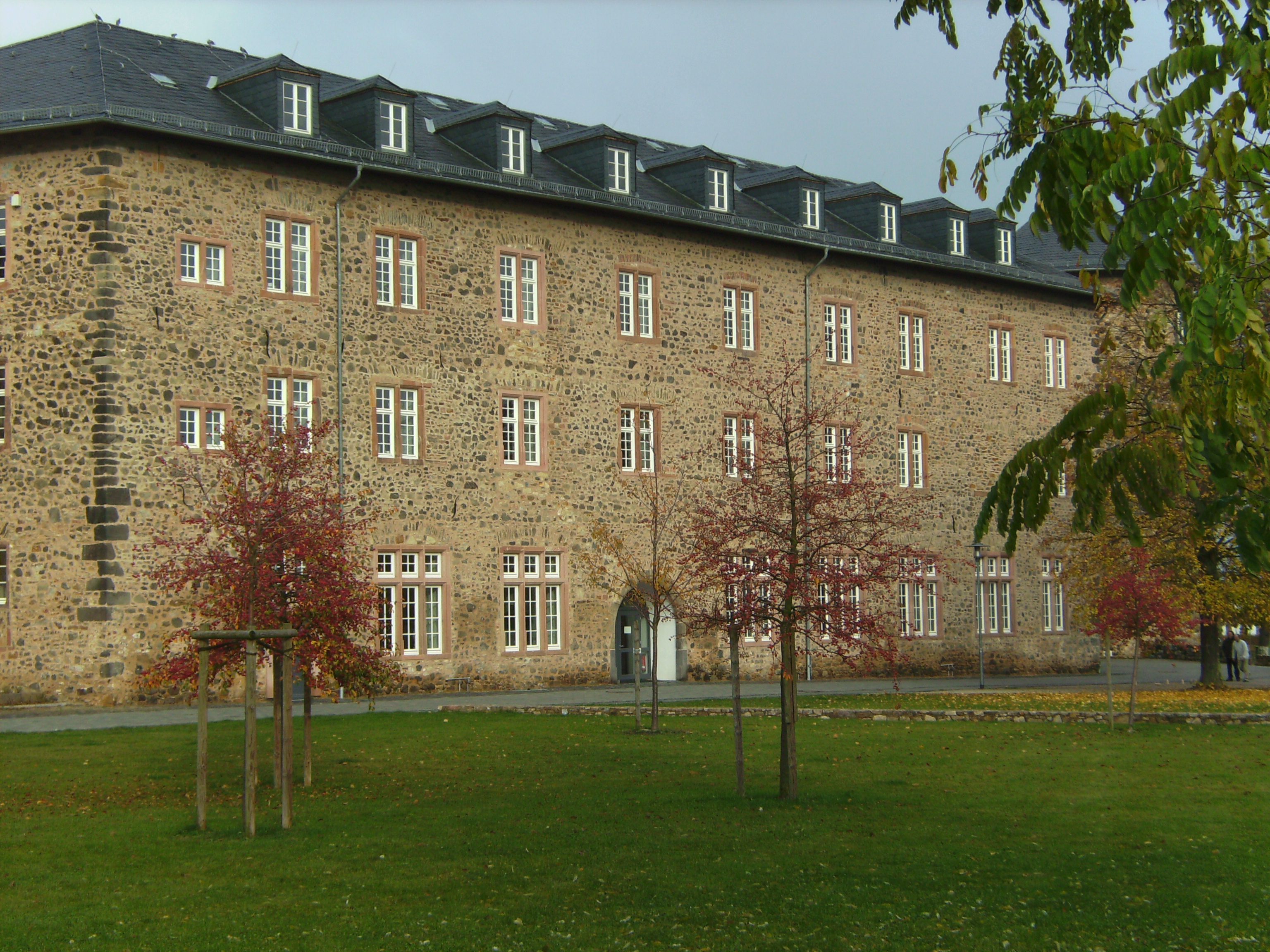
Ehemalige Schloss-Kaserne in Butzbach
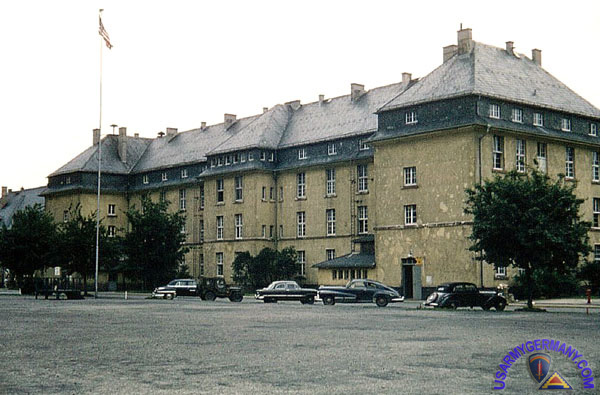
Ehemalige Wartturm-Kaserne in Friedberg